# Walter Runebergs skulptursamling
Walter Runebergs skulptursamling är ett skulpturmuseum i Borgå, som visar verk av Walter Runeberg.
Samlingen donerades till Borgå stad, tillsammans med formar, avgjutningar och verktyg, Den invigdes 1921 och placerades 1961 i de nuvarande utställningslokalerna vid Alexandergatan i Borgå, i en grannfastighet till Johan Ludvig Runebergs hem.
Walter Runebergs skulptursamling ligger  Den visar över 100 av Walter Runebergs verk, bland annat maquetter och en porträttsamling. I utställningen finns skisser och gipsskulpturer till Walter Runebergs mest kända verk, som Lagen, Per Brahe, Apollo och Marsyas, Alexander II, J.L. Runebergs staty och Zacharias Topelius gravminnesmärke Ängel. 